# Silene thymifolia
Silene thymifolia — вид квіткових рослин родини гвоздикових (Caryophyllaceae).

## Поширення
Болгарія, Кіпр, Румунія, Туреччина [у т. ч. європейська], Україна.
В Україні вид росте у Присивашші (Херсонська область).